# ジョン・アレン・K・ジーグラス
ジョン・アレン・K・ジーグラスまたはジョン・アレン・カッチャー・ジーグラスは、1960年に詐欺罪により日本で逮捕され有罪、その後香港に国外追放された白人の男性受刑者。名前、経歴、国籍などはすべて自称で、正式なものかは不明。この身上により、当時の日本の新聞では「ミステリー・マン」とも称された。

## 来歴
1959年10月、韓国人の内妻を伴い入国。
1960年1月、丸の内警察署により詐欺罪の容疑で逮捕される。チェース・マンハッタン銀行東京支店から偽造小切手で約20万円、トラベラーズ・チェックで140米ドル(当時の邦貨換算5万400円)を、韓国銀行東京支店から10万円、合計約35万円を詐取したとして、チェース・マンハッタン銀行東京支店から告訴されており、それを受けての措置だった。
取り調べには警視庁公安部外事課があたり、のちに危機管理の専門家として知られる佐々淳行も担当した。
通常なら警視庁刑事部捜査第三課の所管となるのが自然であるが、逮捕後、ジーグラスは自らを「ネグシ・ハベシ国の移動大使で、アメリカの諜報機関員だ」「外交特権の侵害だから、すぐに釈放しろ」と主張。国の場所を問われると地図でエチオピアのちょっと南のあたりを指し、アラビア文字に似ているものの解読不能な「ネグシ・ハベシ語で書いてある」と本人が主張する、週刊誌サイズほどもある巨大なパスポートも所持していた。
パスポートの資格を証明する欄には「ネグシ・ハベシ国国連代表部・特命全権大使」かつ「移動大使（Roving Ambassador＝1か国に駐在しないで各国を歴訪して歩く大使）」と書いてあると語った。
このため、外事課が捜査を担当した。
照会の結果、”パスポート”はどこの国が発行した外交旅券でもなく、本人の偽造と判明したが、台北の日本大使館が1959年に査証（ビザ）をこのパスポートに対して発行、東南アジア諸国の日本公館のスタンプが押されており、政府内で問題になった。
経歴について、「アメリカで生まれ、チェコスロバキア、ドイツを経てイギリスに渡り、そこで高校を卒業。第二次世界大戦ではイギリス空軍のパイロットで、ドイツ軍の捕虜になったこともある。戦後は中南米で暮らした。その後韓国で米軍の諜報機関員となり、やがてタイやベトナムでパイロットをやった、それからアラブ連合の特殊任務につき、エチオピアの国境近くにあるネグシ・ハベシ国の外交官となった。日本に来たのは、アラブ大連合の日本人義勇兵募集という極秘任務遂行のため」などと述べたが、最終的に関係各国に照会し、すべて事実無根と判明。ホテルから押収した印鑑、つまりジーグラス本人の印鑑と、旅券に押されていた発行責任者の印が一致し、パスポートの偽造も立証された。
東京地方検察庁は「国籍不明」として起訴し、国選弁護人も、被告がどこの誰だかわからないまま弁護に当たった。
1960年8月10日、午前10時過ぎ東京地方裁判所刑事28号法廷で判決公判が開かれた。その結果、検察の求刑である懲役1年6月に対して「懲役1年」の判決が下った際、法廷で隠し持っていたガラスの破片で両腕の血管を切り自殺を図る。しかし未遂に終わり、全治10日の軽傷で済んだ。
1961年の控訴審では、一審判決公判が自殺未遂騒動により言い渡しが途中で終わってしまったことを受け、刑事訴訟規則に「判決宣言には主文と理由をつけなければならない」とあるのを根拠に「理由朗読の終わらない判決は無効」と主張した。この主張は認められ、7月24日に一審差し戻し判決を受けた。同年12月22日、懲役1年の判決を受けるが、刑期を上回る拘置日数のため結局一日も服役しなくてもいいとされ、本人も法廷で感謝の言葉を述べ上訴権を放棄した。
出所したジーグラスは「国外退去処分」とされたが。どこに送還すべきかは分からず結局、日本に入国した時の最終寄港地だった香港に送還された。内妻は、韓国に送還。
またこの期間中、当時の原文兵衛警視総監を相手に、横領罪による処罰と100万ドルの損害賠償を求めた民事提訴を行う。佐々が当時の秦野章公安部長に改めて説明した際は「この忙しいのにそんなバカな話聞いてる暇ねーよ、いい加減にしろっ」と言われ、誣告罪や名誉棄損罪での逆提訴も検討されたが「警察は忙しい」として見送られた。
その後どうなっているかは、回想した佐々淳行も「知らない」としている。